# 원량초등학교 노대분교
원량초등학교 노대분교는 대한민국 경상남도 통영시 욕지면 노대리 66-3에 있었던 공립 초등학교이다.

## 연혁
- 1927년 1월 3일 노대영흥강습회 설립
- 1945년 5월 15일 노대공립국민학교 설립
- 1961년 3월 30일 신축교사 준공
- 1961년 4월 24일 납도분교장 개교
- 1969년 3월 1일 남노대분교장 설립인가
- 1984년 3월 1일 두미분교장, 두남분교장 편입
- 1985년 3월 1일 병설유치원 설립인가
- 1993년 3월 19일 남노대분교장 통합
- 1996년 3월 1일 원량초등학교 노대분교장 격하
- 1998년 3월 1일 병설유치원 폐원
- 2012년 3월 1일 폐교